# مسكنة (حمص)
مسكنة قرية في منطقة حمص في محافظة حمص في سورية.
تقع قرية مسكنة جنوب مدينة حمص وتبعد عن مركز المدينة 9 كم. عدد سكانها حوالي خمسة آلاف نسمة وبحسب الكتب والمراجع القديمة يعود تأسيسها إلى سنة 1664 ميلادي.

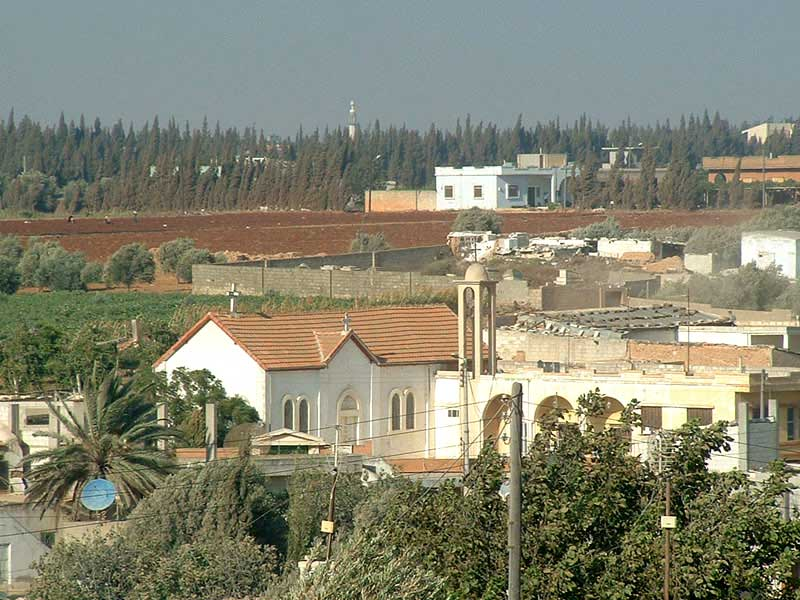
صورة من قرية مسكنة في حمص

أطلق اسم مسكنة على هذه القرية منذ تأسيسها ولكن إلى الآن لم يٌعرف معنى هذا الاسم ومن أين جاء فمنهم من يقول أن أسم مسكنة جاء من مسكن أي المكان الذي يسكنه الإنسان حيث كانت قرية مسكنة من أوائل القرى التي سُكنت في المنطقة ومنهم قال أن أسم مسكنة مشتق من السريانية.
قام بتأسيسها مجموعة من الناس توافدوا إليها من القرى المجاورة لما فيها من ميزات مثل التربة الصالحة للزراعة والهواء العليل فحفروا فيها بئراً وبنوا مجموعة من
المنازل وبدأوا بحرائة الأرض وزراعتها بأشجار اللوز والزيتون وكروم العنب وعاشوا من خلالها.
بالقرب من قرية مسكنة مجموعة من القرى العريقة بأهلها وتاريخها مثل
قرية: زيدل - فيروزة - الفحيلة - صدد - الحفر - الفرقلس وغيرها.

## الحدود الإدارية لقرية مسكنة
من الشمال: مدينة حمص من الشرق:قرية الجديدة الشرقية...وقرية الغزالة من الجنوب:قرية شنشار وقرية تل الشيح من الغرب:طريق الشام وضاحية الأسد السكنية تتوضع مسكنة بأرض منخفضة تعلو الأرض حولها من كافة الإتجاهـات ومتوسط ارتفاعها عن سـطح البحر550 متر.
يقسم القرية من الوسط (سيل وادي إبراهيم) حيث كان يتشكل نتيجة الأمطار سيل جارف يمر من منتصف القرية ويكمل طريقه ليصل إلى مدينة حمص وقد كان يحدث
أضراراً كثيرة عند مروره في القرية لذا أنشئوا بطريقه سداً ما زال حتى يومنا هذا.

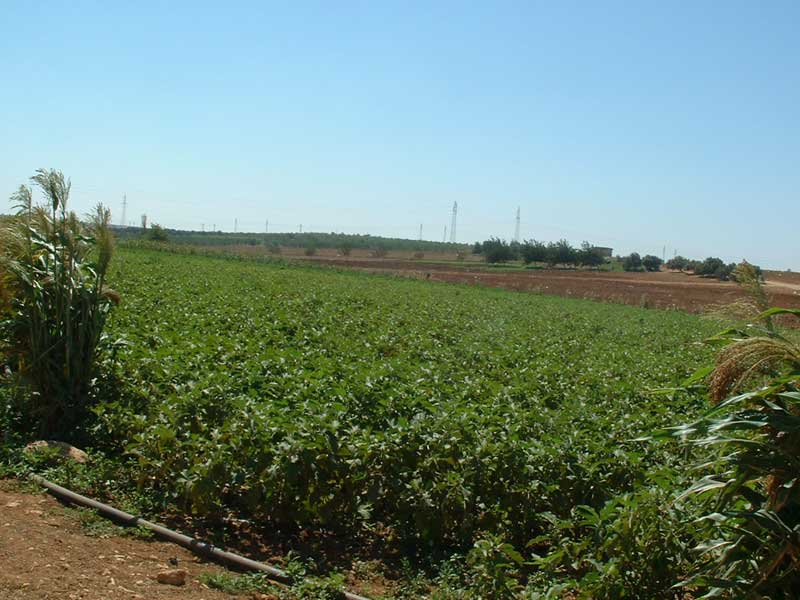
لمحة من أراضي القرية

استمر ازدياد أهالي القرية إلى أن وصل في وقتنا الحالي إلى ما يقارب الـ5000 الخمسة آلاف نسمة. يعمل معظم أهالي مسكنة بالزراعة والفلاحة منذ القديم وحتى الآن، رغم أن الجيل الجديد أو جيل الشباب المتعلم باتوا يفضلون طريق الوظيفة في الدولة أو الوظائف الخاصة وذلك بسبب تعلمهم في المدارس والمعاهد والجامعات حيث كل سنة يتخرج من القرية عدد من الطلاب الجامعيين ولكن رغم ذلك ليس هناك عائلة مقيمة في القرية أو مغتربة عنها إلا وتملك قطعة أرض للحفاظ وهذا دليل على تمسك أهل القرية والمغتربين خاصة بقريتهم الغالية قرية مسكنة.